# Trinta (Kandinsky)
Trinta é uma pintura a óleo sobre tela realizada pelo artista russo Wassily Kandinsky em 1937. A pintura caracteriza-se pela utilização, apenas, do preto e branco, e pela sua distribuição em 30 unidades. Em vez de um ou dois pontos focais, Trinta apresenta 30 pequenos quadros, semelhante a um tabuleiro de xadrez, cada um deles um potencial ponto focal.